# 唐松根
唐松根（1969年5月—），男，浙江桐乡人，中华人民共和国外交官，曾任中华人民共和国驻基里巴斯共和国特命全权大使，现任中华人民共和国驻拉脱维亚共和国特命全权大使。

## 生平
唐松根1992年本科毕业于兰州大学历史系世界史专业，1995年硕士毕业于南京大学历史系欧美史专业。同年进入中华人民共和国外交部工作，先后在外交部政策研究室、驻厄立特里亚大使馆、外交部干部司任职。2008年，任驻美国大使馆参赞。2011年，任外交部涉外安全事务司参赞兼处长。2013年，任外交部涉外安全事务司参赞。2015年，挂职天津市南开区副区长。2017年，任外交部外事管理司副司长。2020年3月，出任驻基里巴斯大使。2023年3月，自驻基里巴斯大使离任。6月，出任中华人民共和国驻拉脱维亚大使。

## 争议
2020年8月，网络上传出唐松根在基里巴斯接受欢迎仪式的照片。照片中，约30名基里巴斯儿童趴在地上组成一列，唐松根从儿童身上走过，两位身穿传统服饰的基里巴斯女子一左一右扶着唐松根。照片在网络上引发了争议，有人指责这一做法毫无人性。但也有人认为这是当地习俗，应当尊重。

## 家庭
已婚，有一女。